# World RX de Letonia 2019
El World RX de Letonia 2019, originalmente Neste World RX of Latvia fue la novena prueba de la Temporada 2019 del Campeonato Mundial de Rallycross. Se celebró del 14 al 15 de septiembre de 2019 en el Biķernieku Kompleksā Sporta Bāze ubicado en la ciudad de Biķernieki, Daugavpils, Letonia.
La prueba fue ganada por Timmy Hansen quien consiguió su cuarta victoria de la temporada a bordo de su Peugeot 208, Niclas Grönholm término en segundo lugar en su Hyundai i20 y Andreas Bakkerud finalizó tercero con su Audi S1.

## Series
| Pos.            | No. | Piloto              | Equipo                          | Auto                | Q1  | Q2  | Q3  | Q4  | Pts |
| --------------- | --- | ------------------- | ------------------------------- | ------------------- | --- | --- | --- | --- | --- |
| 1               | 13  | Andreas Bakkerud    | Monster Energy RX Cartel        | Audi S1             | 2º  | 6º  | 5º  | 3º  | 16  |
| 2               | 21  | Timmy Hansen        | Team Hansen MJP                 | Peugeot 208         | 7º  | DNF | 1º  | 1º  | 15  |
| 3               | 14  | Rokas Baciuška      | GC Kompetition                  | Renault Mégane R.S. | 1º  | 4º  | 15º | 7º  | 14  |
| 4               | 71  | Kevin Hansen        | Team Hansen MJP                 | Peugeot 208         | 3º  | 7º  | 10º | 5º  | 13  |
| 5               | 68  | Niclas Grönholm     | GRX Taneco Team                 | Hyundai i20         | 9º  | 1º  | 14º | 9º  | 12  |
| 6               | 15  | Reinis Nitišs       | GRX Set                         | Hyundai i20         | 15º | 8º  | 2º  | 8º  | 11  |
| 7               | 92  | Anton Marklund      | GC Kompetition                  | Renault Mégane R.S. | 5º  | 2º  | 12º | 14º | 10  |
| 8               | 123 | Krisztián Szabó     | EKS Sport                       | Audi S1             | 10º | 15º | 4º  | 6º  | 9   |
| 9               | 33  | Lian Doran          | Monster Energy RX Cartel        | Audi S1             | 8º  | 3º  | 11º | 15º | 8   |
| 10              | 7   | Timur Timerzyanov   | GRX Taneco Team                 | Hyundai i20         | DNF | 5º  | 8º  | 4º  | 7   |
| 11              | 44  | Timo Scheider       | All-Inkl.com Münnich Motorsport | SEAT Ibiza          | 11º | 9º  | 19º | 2º  | 6   |
| 12              | 6   | Jānis Baumanis      | Team STARD                      | Ford Fiesta         | 16º | 11º | 6º  | 12º | 5   |
| 13              | 113 | Cyril Raymond       | GCK Academy                     | Renault Clio R.S.   | 12º | 10º | 9º  | 17º | 4   |
| 14              | 96  | Guillaume De Ridder | GCK Academy                     | Renault Clio R.S.   | 14º | 12º | 13º | 11º | 3   |
| 15              | 36  | Guerlain Chicherit  | GC Kompetition                  | Renault Mégane R.S. | 4º  | DSQ | 3º  | 10º | 2   |
| 16              | 42  | Oliver Bennett      | Oliver Bennett                  | Mini Cooper         | 13º | 16º | 17º | 16º | 1   |
| 17              | 12  | Matvey Furazhkin    | ES Motorsport-Labas GAS         | Škoda Fabia         | 17º | 13º | 16º | 18º |     |
| 18              | 5   | Pål Try             | Team STARD                      | Ford Fiesta         | 18º | 14º | 18º | 19º |     |
| 19              | 4   | Robin Larsson       | Audi S1                         | JC Raceteknik       | 6º  | DSQ | 7º  | 13º |     |
| Reporte Oficial |     |                     |                                 |                     |     |     |     |     |     |

## Semifinales
Semifinal 1
| Pos.            | No. | Piloto           | Equipo                          | Tiempo    | Pts |
| --------------- | --- | ---------------- | ------------------------------- | --------- | --- |
| 1               | 13  | Andreas Bakkerud | Monster Energy RX Cartel        | 05:25.994 | 6   |
| 2               | 68  | Niclas Grönholm  | GRX Taneco Team                 | +1.787    | 5   |
| 3               | 33  | Lian Doran       | Monster Energy RX Cartel        | +2.769    | 4   |
| 4               | 92  | Anton Marklund   | GC Kompetition                  | +3.010    | 3   |
| 5               | 14  | Rokas Baciuška   | GC Kompetition                  | +1:02.094 | 2   |
| 6               | 44  | Timo Scheider‡   | All-Inkl.com Münnich Motorsport | +5.701    | 1   |
| Reporte Oficial |     |                  |                                 |           |     |

‡ Scheider terminó en la 5ª posición, sin embargo fue relegado al 6° lugar por decisión de los comisarios.
Semifinal 2
| Pos.            | No. | Piloto            | Equipo          | Tiempo    | Pts |
| --------------- | --- | ----------------- | --------------- | --------- | --- |
| 1               | 21  | Timmy Hansen      | Team Hansen MJP | 05:22.842 | 6   |
| 2               | 71  | Kevin Hansen      | Team Hansen MJP | +0.456    | 5   |
| 3               | 7   | Timur Timerzyanov | GRX Taneco Team | +1.776    | 4   |
| 4               | 15  | Reinis Nitišs     | GRX Set         | +3.126    | 3   |
| 5               | 123 | Krisztián Szabó   | EKS Sport       | +3.536    | 2   |
| 6               | 6   | Jānis Baumanis    | Team STARD      | +7.157    | 1   |
| Reporte Oficial |     |                   |                 |           |     |

## Final
| Pos.            | No. | Piloto            | Equipo                   | Tiempo    | Pts |
| --------------- | --- | ----------------- | ------------------------ | --------- | --- |
| 1               | 21  | Timmy Hansen      | Team Hansen MJP          | 05:20.070 | 8   |
| 2               | 68  | Niclas Grönholm   | GRX Taneco Team          | +2.297    | 5   |
| 3               | 13  | Andreas Bakkerud  | Monster Energy RX Cartel | +2.670    | 4   |
| 4               | 71  | Kevin Hansen      | Team Hansen MJP          | +6.055    | 3   |
| 5               | 7   | Timur Timerzyanov | GRX Taneco Team          | +8.773    | 2   |
| 6               | 33  | Lian Doran        | Monster Energy RX Cartel | +24.540   | 1   |
| Reporte Oficial |     |                   |                          |           |     |

## Campeonato tras la prueba
| Pos | Piloto           | Pts | Dif |
| --- | ---------------- | --- | --- |
| 1   | Timmy Hansen     | 187 |     |
| 2   | Andreas Bakkerud | 186 | +1  |
| 3   | Kevin Hansen     | 179 | +8  |
| 4   | Niclas Grönholm  | 157 | +30 |
| 5   | Jānis Baumanis   | 126 | +61 |

- Nota: Sólo se incluyen las cinco posiciones principales.